# Metirapona
La  metirapona, que se vende bajo la marca Metopirone, es un inhibidor de la esteroidogénesis indicado en el manejo del Síndrome de Cushing. Actúa a nivel de la corteza suprarrenal, bloqueando de forma reversible y selectiva la enzima 11β-hidroxilasa y, adicionalmente la 18-hidroxilasa, dando como resultado en la reducción de los niveles de cortisol y de aldosterona. También está indicado como prueba diagnóstica para la insuficiencia de ACTH y en el diagnóstico diferencial del síndrome de Cushing ACTH-dependiente.

## Mecanismo de acción
La metirapona tiene un efecto importante en la inhibición de enzimas que intervienen en la esteroidogénesis como la 11β-hidroxilasa que cataliza la conversión de 11-desoxicortisol a cortisol y de 11-desoxicorticosterona a corticosterona, paso previo a la conversión de aldosterona por parte de la 18-hidroxilasa (aldosterona sintasa), enzima también bloqueada por la metirapona. Se ha demostrado que la caída en los niveles del cortisol sérico inician entre 15 y 30 minutos después de la administración, alcanzando un máximo a las dos horas después de la ingesta del medicamento, con un mantenimiento del efecto durante más de 4 horas. En términos de farmacocinética, tiene una concentración plasmática máxima a la hora con una vida media de más o menos 2 horas, lo que explica que un paciente requiera varias dosis al día.

## Indicaciones
Se han descrito diferentes indicaciones para la metirapona. En 24 países de la UE y Suiza está indicada para el manejo de hipercortisolismo en pacientes con Síndrome de Cushing endógeno; como prueba diagnóstica en cuadros de insuficiencia de ACTH y como ayuda en el diagnóstico diferencial de síndrome de Cushing ACTH dependiente. En relación con su uso terapéutico la evidencia soporta ampliamente su utilidad, siendo el Ketoconazol la única alternativa farmacológica a la metirapona en el tratamiento del síndrome de Cushing, con resultados clínicos equiparables. Por lo tanto, la decisión de usar uno u otro, debe ser adoptada de forma individualizada, teniendo en cuenta costos los costos y los potenciales efectos adversos del tratamiento.

## Posología
La dosis de metirapona debe ajustarse según tolerancia y de manera individualizada por cada paciente. Pueden administrarse desde 250 mg hasta 1000 mg / día dividido en 3 o 4 dosis dependiendo de la gravedad del hipercortisolismo y de la causa del síndrome de Cushing, siendo en general bien tolerada dosis de 750 mg /día administrado en 3 tomas. La dosis diaria debe ajustarse con el objetivo de lograr niveles de cortisol plasmático o de cortisol libre en orina de 24 horas dentro de rango de normalidad o hasta alcanzar una dosis máxima tolerada. Dado a sus propiedades farmacológicas y en aras de evitar o aliviar las náuseas, se recomienda que sea administrada con alimentos ricos en grasa como bebidas lácteas (yogur).

## Reacciones adversas
Las reacciones adversas relacionadas al uso de metirapona son comunes, siendo en general bien toleradas. Son resultado de eventos adversos generales, como los trastornos gastrointestinales o específicamente de la farmacodinámica del fármaco como la insuficiencia adrenal y la hipocalemia. 

### Frecuentes
- Náuseas
- Vómito
- Vértigo
- Cefalea

### Infrecuentes
- Dolor abdominal
- Insuficiencia adrenal
- Hirsutismo
- Hipertensión arterial
- Alopecia
- Hipocalemia
- Acné[7]

## Metirapona en poblaciones especiales
Con respecto a dosificación y uso en población pediátrica existe poca evidencia que avale el uso de la metirapona en estos pacientes. Se ha publicado un reporte de caso en el cual se documenta el uso de metirapona en el embarazo, mostrando efectos benéficos en el control del hipercortisolismo sin la aparición de efectos adversos tanto en la madre como en el feto. Sin embargo, es claro que se requieren más estudios para justificar el uso de la metirapona en madres gestantes. Hasta la fecha no se ha autorizado ningún inhibidor de la esteroidogénesis en el embarazo. En ancianos o pacientes mayores de 65 años la evidencia clínica indica que no se requieren recomendaciones de dosis especiales

## Disponibilidad comercial
La metirapona se vende bajo el nombre de Metopirone®. En Colombia, actualmente es comercializado por la empresa Valentech Pharma.